# Голіцин Микола Олексійович
Микола Олексійович Голі́цин (рос. Николай Алексеевич Голицын, 1751—1809) — російський князь з роду Голіциних.

## Біографія
Належав до старовинного роду Голіциних, син Олексія Дмитровича Голіцина і його дружини Ірини Андріївни Голіциної (уродженої Хілкової), онук відомого державного діяча Д. М. Голіцина. Дитинство провів у Москві, у віці восьми років записаний до кінного полку. Завдяки клопотанню родича, віце-канцлера О. М. Голіцина, молодий князь вирушив у вересні 1766 року до Стокгольма, до пансіону Мурьє. Князь прожив у Швеції до серпня 1767 року, потім поїхав до Страсбурзького університету, щоб продовжити навчання. Згодом здійснив подорож Європою, яка тривала більш як три роки. Побував у Швейцарії, Італії, Франції, Англії, Голландії, німецьких князівствах, Австрії. З 1776 року обіймав посаду шталмейстера. Виконував дипломатичні доручення Катерини ІІ, наприкінці 1770-х — на початку 1780-х років — посол при шведському дворі. У 1783—1786 роках був членом комітету з управління видовищами та музикою, перебував при Малому дворі Вел. Князя Павла Петровича. З 1792 року сенатор, таємний радник. Кавалер орденів Св. Анни та Св. Олександра Невського. 1798 року звільнений у відставку. Останні десять років життя провів у своєму маєтку Архангельське. Сконав у 1809 році.

## Родина
- Дружина — Марія Адамівна Олсуф'єва
- Діти
  - Дмитро Голіцин
  - Михайло Голіцин
  - Марія Голіцина